# 第一次大覚醒
第一次大覚醒（だいいちじだいかくせい、First Great Awakening）は、1730年代から1740年代にかけてアメリカのニューイングランドを中心に北東部で起こった宗教再生運動（宗教復興運動、リバイバルとも）。当時は単に「大覚醒（Great Awakening）」とだけ呼ばれたが、後代にも同様の現象が起こったため、第一次として分けられる。これらを総称して大覚醒と呼ぶが、文脈上はこの第一次のみを指して大覚醒と呼ぶ場合もある。
第一次と呼称されるように一過性の運動ではなく、その後も同様の運動が起き、現代にも見られる様々な教派の並立や、クリスチャン・ラジオやテレビ伝道師といったキリスト教のメディア展開など、アメリカ特有の宗教動態、社会制度や文化への影響を基礎付けたものとして知られる。

## 概要

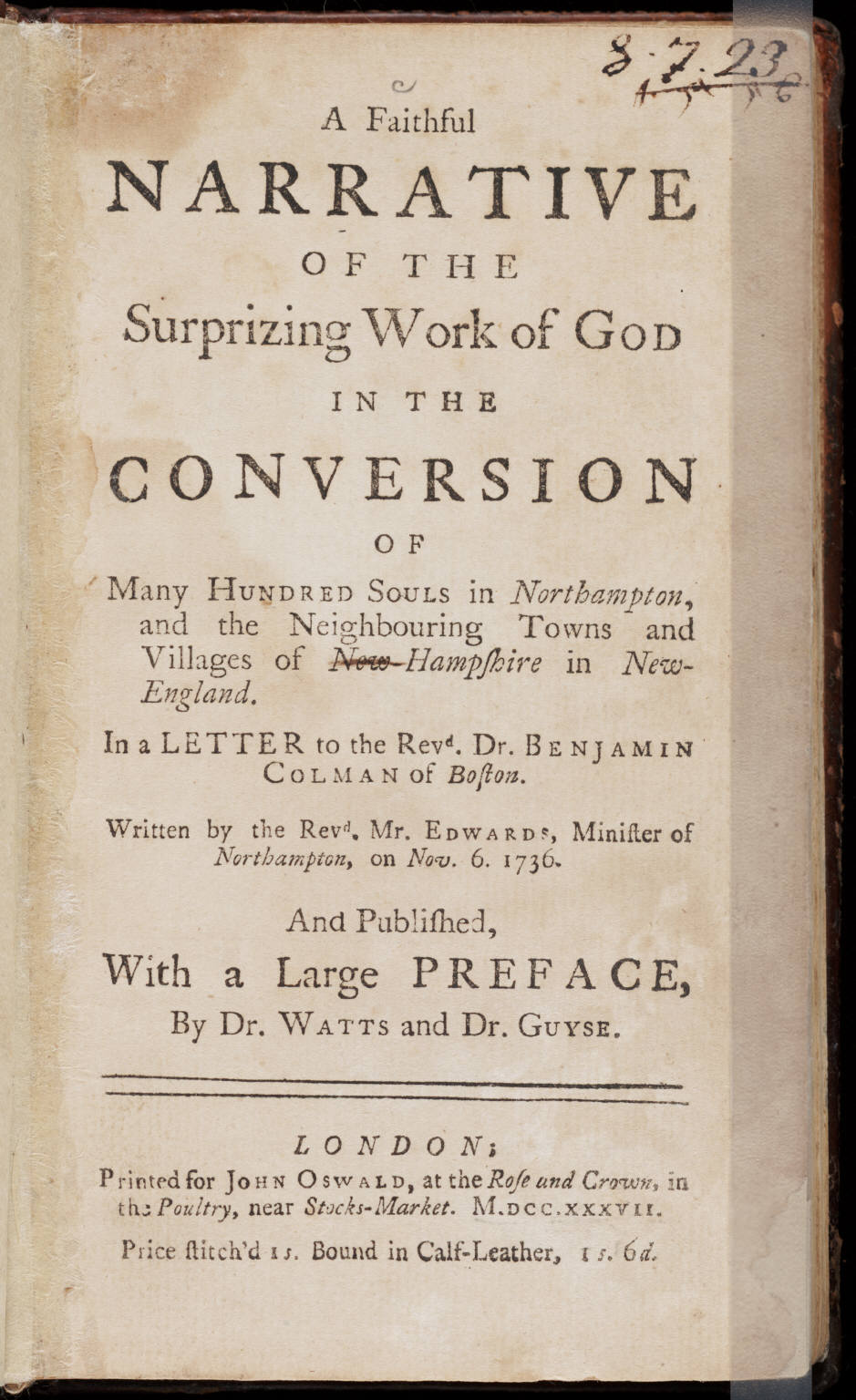
ジョナサン・エドワーズがニューイングランドで起こった出来事を記録し、ロンドンで出版した『誠実な報告』の表紙

1737年にイェール大学の首席卒業者で会衆派教会の聖職者であり神学者でもあるジョナサン・エドワーズが、1734年からニューイングランドにおいて見られた急速な信仰心の高揚という社会現象をロンドンに報告したのが一つの始まりとされる（『誠実な報告』1737年）。例えばエドワーズは、当時自身が受け持っていた現在のマサチューセッツ州のノーサンプトンの町で、下記のことが起こり、周辺の町にも急速に広がっていったという。
これらの担い手は、今日には名も残っていない素人伝道者らの説教だったと考えられているが、この後、1741年にエドワーズ自身も、その説教『怒れる神の御手の中にある罪人（Sinners in the Hands of an Angry God）』によって、更に大きな信仰復興の波を起こすこととなる。また既に大説教家と知られていたイギリスのメソジスト派の伝道者ジョージ・ホウィットフィールドは、1739年にニューイングランドを再訪して1年かけて植民地中を説教して周り、その後も何度もアメリカを訪問して引き続き民衆の信仰心に火を着け、エドワーズと共に第一次大覚醒の主要な担い手として知られる。
彼らの説教は従来のものと異なり、身振り手振りを交え、平易な言葉で語られ、非常に感情的であった。新しい説教のスタイルは、それ故にアメリカでの宗教の熱をよみがえらせた。参加者らは、知的な談話を受け身で聞くよりも、情熱的に彼らの宗教に関わるようになった。リバイバル賛成派の牧師たちは一般的に「ニュー・ライト（new lights）」と呼ばれ、一方でリバイバルに反対し、理知的に静かな説教をしていた伝道者たちは「オールド・ライト（old lights）」と表現された。この分裂は二つの神学的流れを生んだ。回心運動に影響された人々は家で聖書を研究し始めた。これは事実上、宗教的な方法で公衆に知らせる手段を分散させ、宗教改革時のヨーロッパでの個人主義的傾向と同様のことであった。
第一次大覚醒は、公共の場での悔悟を含む決定的な行動で、個人的な罪と救済の必要性を会衆に納得させることを目指した強力な説教から生じた。大覚醒は、人々を「彼ら自身のやり方で神を経験する」ように導いた。

## 前史と時代背景
ニューイングランドを中心とするアメリカ初期移民で、厳格なキリスト教観を持つ清教徒の社会においては、ことさらに宗教と社会の結びつきが強く重要なものであった。
強固な万人祭司や聖書のみの考えによって一般信徒にも神学的な聖書理解が推奨される社会においては日曜礼拝が重要だった。例えば1629年に殖民が始まったマサチューセッツ湾植民地では、1636年にはアメリカ最古の大学と知られるハーバード大学の設立が決定されているが、これは現代に知られる学問の府、教育機関という目的よりも、牧師の養成機関（また、牧師にならずとも高度な聖書理解ができるための基礎教養を学ぶ場）という役割が重視されたものである（ハーバードに限らず、当時のアメリカで設立された大学機関には牧師の養成機関という役割が期待されていた）。それほど牧師という職種が重視されたのも、一般信徒へ聖書の内容を教え説く存在として必要だったためである。こうした背景を持つ日曜礼拝は、牧師が説教によって大衆に高度な聖書理解を指導する場であって、それは大衆からみれば高度な聖書理解を行うための知性が要求される場であった。こうした場における説教というのは、端的に言えば退屈な事柄であり、決して聞き手を熱狂させるような要素は無かった。
また、この植民地社会で重要だったのが回心であった。カトリックなど伝統的なキリスト教においては洗礼（幼児洗礼）においてキリスト教に入信したと見なされたが、清教徒（や福音主義）においては、あくまで形式的なものとされ、成人してからの洗礼、回心を重視した。この回心の認定は、教会において共同体の代表者らを前に報告（信仰の告白）し、彼らが判断するという形式をとった。宗教との結びつきが強い社会において回心を認められるということは、社会（共同体）に認められることと同義であり、すなわち植民地社会において回心を認められることは切実な問題の1つであった。
時代が下がって18世紀に入ると、世代交代や、他文化圏の移民による爆発的な人口増が起こり、清教徒達が構築した社会に綻びが出てくる。例えば同じキリスト教圏からの移民といえど、信仰心の篤さは不揃いであり、単に信仰心が薄いだけではなく、仮に信仰心があっても、清教徒達の殊更に厳格な宗教観にはついていけず、信仰心を何によって証明するかに齟齬が出た。また、従来の清教徒達においても、自分の子供達も問題なく回心を共同体に認められるかの不安は常につきまとったし、新世代から見れば自分の内面の事柄である回心（神性の体験）が外部に正しく判断され、認めてもらえるかという不安がつきまとった。一方で牧師達もほぼ義務的に日曜礼拝にやってくる信者達の信仰に対する熱の冷たさに悩みがあった。
このような社会情勢の中で大覚醒と呼ばれる一連のムーブメントが発生したのであった。

## 伝道活動と自覚的な回心
第一次大覚醒の主役となるのが、ジョナサン・エドワーズやジョージ・ホウィットフィールドといった牧師、伝道者達であった。ホウィットフィールドに代表される当時の伝道活動は、神学論に基づく高度な説教を排して、神学の素養がないものでもわかりやすく平易な説教を行った。彼らの説教は、それまでの説教において必須であった神学的な厳密性には乏しくとも、聴衆を「熱狂」させ、「自覚的な回心」を与えることで支持を高めた。例えば、エドワーズの有名な説教『怒れる神の御手の中にある罪人』は聞き手の心情に訴えかけるという点で、それまでの知的だが退屈な説教とは一線を画した。この説教を聞いた聴衆は、回心が認められない不安感や恐怖心から泣き叫んだり、激しい痙攣を起こし、こうした情動をもって自覚的な回心の証とした。
彼らの説教は単純に内容がわかりやすいだけではなく、純粋に演説としても優れていた。エドワーズの説教は「厳粛で、独自で慎重な発音、ゆっくりとしたリズム」であったと言われ、聴衆を魅了した。対するホウィットフィールドはより激情的な声振りで、聴衆の感情を揺さぶった。また、後述するように旧来の牧師達から批判を受けた彼らは、一般的な説教の場であった教会から締め出されたために広場などを主要な説教の場とした。時には教会での説教よりもはるかに多い聴衆を前にして、広場全体に響き渡る声量を持って説教を行い、集団的な回心を引き起こした。
もう1つ重要なことは、回心を重要視する伝統的なプロテスタントにあっても回心は生涯に1度しかないという立場を崩した点が上げられる。彼らの説教によって自覚的な回心を得たのは、未だに回心が認められていないものだけではなく、既に公的に回心が認められている者でさえ、再度自覚的に回心を認識させた。このように第一次が主に相手にしたのは、既に教会に所属していた信徒であり、個人に信仰の熱を取り戻させたという点にもリバイバルが果たした功績がある。

## 当時における批判とそれに対する反論
信者達の信仰への熱の低さに危機感を抱いていた牧師達は、当初は、むしろ積極的に伝道者達を迎え入れ、自身の教会で説教させていた面もあったが、後に態度を改め、激しく批判したり、教会や街からの締め出しを行うようになっていく。
批判者の論旨は明快であり、大覚醒に伴う伝道者達の説教には神学に基づく厳密性がなく、ただの扇動であり、「自覚的な回心」とされるものには一時的な感情の昂ぶりに過ぎず、何も宗教的意義はないとする。先述の通り、伝統的なプロテスタントにあって説教とは、高度な聖書理解を一般信徒に教授する学識の場であって、神学論に基づかない論説を始め、信徒を論理ではなく感情で説き伏すのは論外であった。また、回心とは教会や共同体が報告を受けて審査し、認めるものであって、信徒個人の捉え方によって認められうるようなものでもなかったし、まして回心を2度以上経験するというのは、回心という概念そのものに対する考え方が大きく異なることを示していた（何度も回心する、悔い改めるということは、厳格な立場から見れば、少なくとも以前のそれは虚偽か錯覚だったということになるし、それを見抜けなかった牧師の能力への疑問にもつながる）。
これに対して復興運動者達は、そもそもイエス・キリストが形式主義的なパリサイ人を批難したことを引き合いに出し、信仰に高度な神学の知識が必要とする立場を否定する。むしろ素朴な信仰こそが本物の信仰であると断じ、さらに一般大衆からの支持を得た。

## その後
当時の社会を一通り信仰熱が一巡したことや、旧来の宗教指導者層である批判者達によって説教する場そのものを奪われたことも手伝い、やがて運動は下火となっていく。しかし、巡回伝道師達は、ニューイングランドより外の西部や南部の開拓地を新たな信仰復興の場として見出し、精力的に活動したことで第一次によって確立したアメリカ特有の福音主義は当時のアメリカ開拓地全体に広がっていった（開拓地域への伝道は旧来の牧師達も取り組んでいたが、特に学校もなく、いわゆる荒くれ者の多い土地柄においては、やはり平易な言葉を用いる伝道者達が影響力を強めた）。
また、この南部への布教に関しては奴隷として連れてこられた黒人も対象になったことに特徴があり、例えばサミュエル・デイヴィス（Samuel Davies）は、黒人奴隷を相手に説教を行なった。また、この頃に、南部で最初のパプテストの黒人教会が建てられたりした。
その後、アメリカ独立戦争を経た1790年前後から、第二次大覚醒が起こることとなる。